# TNA World Championship
El TNA World Championship (Campeonato Mundial de TNA, en español) es un campeonato mundial de lucha libre profesional creado y utilizado por la compañía estadounidense Total Nonstop Action Wrestling (TNA). El campeonato se creó el 13 de mayo de 2007, todo esto después de que la compañía finalizara su relación contractual con la National Wrestling Alliance (NWA), la cual le permitía a TNA usar el NWA World Heavyweight Championship como un campeonato propio. El campeón actual es Trick Williams, quien se encuentra en su primer reinado.
Es el segundo campeonato en actividad de mayor antigüedad dentro de la compañía y se presenta como el de mayor prestigio. Los combates por el campeonato suelen ser el main event de los eventos pago por visión (PPV) de la empresa — incluido Bound for Glory, el evento más importante de Impact Wrestling. De las 11 ediciones del evento desde la creación de este campeonato, en 10 ocasiones una lucha por el mismo ha cerrado el evento.
Entre 2002 y 2007, TNA Wrestling utilizó el NWA World Heavyweight Championship como campeonato máximo, abandonándolo días antes de la creación del TNA World Championship, único campeonato mundial dentro de la compañía en la actualidad.

## Historia
Desde 2002, la entonces TNA usó como campeonato máximo el Campeonato Mundial Peso Pesado de la NWA. A pesar de que la TNA y la NWA rompieron sus acuerdos en 2004, la TNA continuó usando el título hasta 2007, cuando la NWA recuperó el control de sus títulos. A causa de esto, la TNA creó su propia versión, el Campeonato Mundial Peso Pesado de la TNA. Para determinar un nuevo campeón, se enfrentaron en Sacrifice el antiguo Campeón Mundial Peso Pesado de la NWA Christian Cage (siendo nombrado tan solo como "Campeón Mundial Peso Pesado"), Sting y Kurt Angle. El ganador del combate fue Angle, quien al día siguiente, el 14 de mayo (emitido el 17 de mayo) en TNA Impact! se proclamó nuevo Campeón Mundial Peso Pesado de la TNA. Sin embargo, ese mismo día, Jim Cornette le despojó del título debido a una controversia en el combate en el que ganó, siendo este un reinado no oficial. En Slammiversary, se enfrentaron Angle, Cage, A.J. Styles, Samoa Joe y Chris Harris en un King of the Mountain, donde Angle se alzó con la victoria, siendo este el origen oficial del Campeonato Mundial Peso Pesado de la TNA.
El 8 de noviembre de 2010, emitido el 11 de noviembre, durante el reinado de Jeff Hardy, se presentó un nuevo diseño de cinturón personalizado, siendo conocido como el Immortal Championship, siendo tirado el anterior a la basura y encontrado por Eric Young, quien se proclamó campeón, a pesar de no ser reactivado como campeonato. El diseño Immortal duró hasta el 14 de marzo, donde el campeón Sting presentó en Impact (emitido el 17 de marzo) su nuevo diseño, más parecido al original. Sin embargo, el 21 de abril, cuando Matt Hardy se enfrentó a Sting en venganza por su hermano Jeff, apareció con el Immortal Championship. A finales de 2013, el campeón AJ Styles, abandonó la empresa con el cinturón. Más adelante, se haría un torneo para proclamar a un nuevo campeón. El ganador fue Magnus, mientras que Styles defendió el título en Japón y México, admitiendo ser el auténtico campeón. Styles hizo su regreso a TNA el 3 de diciembre, retando a Magnus a una lucha de unificación. La lucha se llevó a cabo el 5 de diciembre (emitida el 4 de enero de 2014), donde Magnus derrotó a Styles, proclamándose campeón.
Tras la compra de TNA por parte de Anthem Sports & Entertainment y al cambiar su nombre a "Impact Wrestling", el título cambió de nombre a Impact World Heavyweight Championship. Se anunció que en Slammiversary XV, la empresa volvería a cambiar de nombre; esta vez a "Global Force Wrestling" (nombre que pertenecía a la absorbida Global Force Wrestling de Jeff Jarrett). En Slammmiversary XV, el campeón Mundial Peso Pesado de Impact Wrestling Lashley se enfrentó al Campeón Global de la GFW Alberto El Patrón donde el ganador, unificaría ambos títulos, siendo Alberto el ganador. A raíz de esto, el título fue renombrado a Unified GFW World Heavyweight Championship.
Tras la suspensión indefinida de Alberto, el título fue declarado vacante. En Destination X, Jim Cornette hizo su regreso para asumir el mando de GFW, anunciando un 20-man Gaulent Match por el vacante título. El 17 de agosto en Impact Wrestling, se presentó el nuevo diseño del título el cual, fue renombrado como GFW Global Championship. Tras el Gaulent Match, Eli Drake se consolidó como el nuevo Campeón Global de la GFW.
Debido a la salida de Jarrett, Anthem cambió la denominación nuevamente a Impact Wrestling, lo que hizo que el campeonato fuera nuevamente renombrado como Impact Global Championship.
En el episodio de Impact! del 1 de febrero del 2018, el campeonato fue renombrado con el nombre de Impact World Championship.

## Nombres
| Nombre                                        | Años      |
| --------------------------------------------- | --------- |
| TNA World Heavyweight Championship            | 2008-2017 |
| Impact World Heavyweight Championship         | 2017      |
| Unified GFW World Heavyweight Championship    | 2017      |
| GFW Global Championship                       | 2017      |
| Impact Global Championship                    | 2017-2018 |
| Impact World (Heavyweight) Championship       | 2018-2024 |
| Impact Unified World Heavyweight Championship | 2021      |
| TNA World Championship                        | 2024-act. |

## Campeones
El Campeonato Mundial Peso Pesado de TNA es el campeonato máximo de la empresa, creado en 2007 en reemplazo del Campeonato Mundial Peso Pesado de la NWA. El campeón inaugural fue Kurt Angle, quien derrotó a Christian Cage y Sting, y desde entonces ha habido 37 distintos campeones oficiales, repartidos en 62 reinados en total. Además, el campeonato ha sido declarado vacante en seis ocasiones a lo largo de su historia. Bobby Roode, Magnus, Drew Galloway, Alberto El Patrón, Pentagón Jr., Kenny Omega, Christian Cage, Josh Alexander y Joe Hendry son los nueve luchadores no estadounidenses que han ostentado el título.
A.J. Styles es el único luchador que defendió el campeonato en diversas empresas de lucha libre profesional. Estuvo en la AAA de México donde derrotó a El Mesías, y en Wrestle-1 en Japón donde derrotó a Seiya Sanada entre otros.
Como resultado de la opción C de la División X en TNA, Austin Aries (primera vez) y Chris Sabin fueron los únicos que ganaron el Campeonato Mundial tras renunciar al Campeonato de la División X por dicha oportunidad en Destination X.
El reinado más largo en la historia del título le pertenece al actual Campeón Josh Alexander, quien actualmente posee  el campeonato por 320+ días entre 2022-presente (su segundo reinado). Por otro lado, el reinado más corto en la historia lo posee Kurt Angle, con un solo un día de duración (fue declarado vacante por una controversia en su victoria, irónicamente en su primer reinado como campeón inaugural).
En cuanto a los días en total como campeón (un acumulado entre la suma de todos los días de los reinados individuales de cada luchador), Kurt Angle posee el primer lugar, con 608 días como campeón entre sus seis reinados. Le siguen Lashley (403 días en 4 reinados), Austin Aries (373 días en 3 reinados), Bobby Roode (367 días en 2 reinados), y Sting (326 días en 2 reinados).
El campeón más joven en la historia es Tessa Blanchard, quien a los 24 años derrotó a Sami Callihan y ganó el campeonato, en Hard To Kill. En contraparte, el campeón más viejo es Sting, quien a los 52 años y 113 días derrotó a Mr. Anderson, e inició así su cuarto reinado como campeón. En cuanto al peso de los campeones, Bully Ray es el más pesado con 148 kilogramos, mientras que Austin Aries es el más liviano con 92 kilogramos.
Kurt Angle es el luchador que más reinados posee con 6, seguido de lejos por Sting, Lashley (4 reinados cada uno), y Jeff Hardy, Austin Aries (3).
Tessa Blanchard es la primera mujer en ganar el campeonato (y la primera en ganar un título masculino en la compañía), derrotando en el evento Hard To Kill al excampeón Sami Callihan

### Campeón actual
El campeón actual es Trick Williams, quien se encuentra en su primer reinado. Williams ganó el campeonato tras derrotar al excampeón Joe Hendry el 25 de mayo de 2025 en NXT Battleground.
Williams registra hasta el 4 de agosto de 2025 las siguientes defensas televisadas:
1. vs. Mike Santana (3 de junio de 2025, NXT)
2. vs. Elijah (6 de junio de 2025, Against All Odds)
3. vs. Josh Briggs (24 de junio de 2025, NXT)
4. vs. Mike Santana vs. Joe Hendry (20 de julio de 2025, Slammiversary)
5. vs. Moose (15 de agosto de 2025, Emergence)

### Lista de campeones
† indica cambios no reconocidos por Impact Wrestling
| N.º                                                    | Campeón           | Lucha                    | Lucha              | Lucha                            | Estadísticas | Estadísticas | Notas y referencias |
| N.º                                                    | Campeón           | Fecha                    | Evento             | Ubicación                        | Reinado      | Días         | Notas y referencias |
| ------------------------------------------------------ | ----------------- | ------------------------ | ------------------ | -------------------------------- | ------------ | ------------ | --- |
| Campeonato Mundial Peso Pesado de la TNA               |                   |                          |                    |                                  |              |              | |
| 1                                                      | Kurt Angle        | 13 de mayo de 2007       | Sacrifice          | Orlando, Florida                 | 1            | 1            | Derrotó al entonces Campeón Mundial Peso Pesado de la NWA Christian Cage y Sting. |
| —                                                      | Vacante           | 14 de mayo de 2007       | iMPACT!            | Orlando, Florida                 | —            | —            | Debido al final controversial de la lucha en Sacrifice. |
| 2                                                      | Kurt Angle        | 17 de junio de 2007      | Slammiversary      | Nashville, Tennessee             | 2            | 119          | Derrotó a Christian Cage, Samoa Joe, A.J. Styles y Chris Harris en un King of the Mountain match. |
| 3                                                      | Sting             | 14 de octubre de 2007    | Bound for Glory    | Duluth, Georgia                  | 1            | 2            | [ 3 ] |
| 4                                                      | Kurt Angle        | 16 de octubre de 2007    | iMPACT!            | Orlando, Florida                 | 3            | 180          | Emitido el 25 de octubre. |
| 5                                                      | Samoa Joe         | 13 de abril de 2008      | Lockdown           | Lowell, Massachusetts            | 1            | 182          | Fue un Six Sides of Steel match. |
| 6                                                      | Sting             | 12 de octubre de 2008    | Bound for Glory IV | Hoffman Estates, Illinois        | 2            | 189          | [ 6 ] |
| 7                                                      | Mick Foley        | 19 de abril de 2009      | Lockdown           | Filadelfia, Pensilvania          | 1            | 63           | Fue un Six Sides of Steel match. |
| 8                                                      | Kurt Angle        | 21 de junio de 2009      | Slammiversary      | Auburn Hills, Míchigan           | 4            | 91           | Derrotó a Mick Foley, Samoa Joe, A.J. Styles y Jeff Jarrett en un King of the Mountain match. |
| 9                                                      | A.J. Styles       | 20 de septiembre de 2009 | No Surrender       | Orlando, Florida                 | 1            | 211          | Derrotó a Kurt Angle, Sting, Matt Morgan y Hernández. |
| 10                                                     | Rob Van Dam       | 19 de abril de 2010      | iMPACT!            | Orlando, Florida                 | 1            | 113          | [ 10 ] |
| —                                                      | Vacante           | 10 de agosto de 2010     | iMPACT!            | Orlando, Florida                 | —            | —            | Debido a una lesión de Van Dam. Emitido el 19 de agosto. |
| 11                                                     | Jeff Hardy        | 11 de octubre de 2010    | Bound for Glory    | Daytona Beach, Florida           | 1            | 91           | Derrotó a Kurt Angle y Mr. Anderson en la final de un torneo. |
| 12                                                     | Mr. Anderson      | 9 de enero de 2011       | Genesis            | Orlando, Florida                 | 1            | 35           | [ 12 ] |
| 13                                                     | Jeff Hardy        | 13 de febrero de 2011    | Against All Odds   | Orlando, Florida                 | 2            | 11           | Fue un Ladder match. |
| 14                                                     | Sting             | 24 de febrero de 2011    | IMPACT!            | Fayetteville, Carolina del Norte | 3            | 108          | Emitido el 3 de marzo. |
| 15                                                     | Mr. Anderson      | 12 de junio de 2011      | Slammiversary IX   | Orlando, Florida                 | 2            | 29           | [ 15 ] |
| 16                                                     | Sting             | 14 de julio de 2011      | IMPACT!            | Orlando, Florida                 | 4            | 27           | Emitido el 14 de julio. |
| 17                                                     | Kurt Angle        | 7 de agosto de 2011      | Hardcore Justice   | Orlando, Florida                 | 5            | 72           | [ 17 ] |
| 18                                                     | James Storm       | 19 de octubre de 2011    | IMPACT!            | Orlando, Florida                 | 1            | 8            | Emitido el 20 de octubre. |
| 19                                                     | Bobby Roode       | 26 de octubre de 2011    | IMPACT!            | Macon, Georgia                   | 1            | 256          | Emitido el 3 de noviembre. |
| 20                                                     | Austin Aries      | 8 de julio de 2012       | Destination X      | Orlando, Florida                 | 1            | 98           | [ 20 ] |
| 21                                                     | Jeff Hardy        | 14 de octubre de 2012    | Bound for Glory    | Phoenix, Arizona                 | 3            | 147          | [ 21 ] |
| 22                                                     | Bully Ray         | 10 de marzo de 2013      | Lockdown           | San Antonio, Texas               | 1            | 130          | Fue una Steel Cage Match. |
| 23                                                     | Chris Sabin       | 18 de julio de 2013      | Destination X      | Louisville, Kentucky             | 1            | 28           | [ 23 ] |
| 24                                                     | Bully Ray         | 15 de agosto de 2013     | Hardcore Justice   | Norfolk, Virginia                | 2            | 66           | Fue una Steel Cage match. |
| 25                                                     | A.J. Styles       | 20 de octubre de 2013    | Bound for Glory    | San Diego, California            | 2            | 9            | Fue un No Disqualification match. |
| —                                                      | Vacante           | 29 de octubre de 2013    | —                  | —                                | —            | —            | Debido a que Styles abandonó la TNA. Styles siguió teniendo posesión física del título. |
| 26                                                     | Magnus            | 3 de diciembre de 2013   | Final Resolution   | Orlando, Florida                 | 1            | 128          | Derrotó a Jeff Hardy en la final de un torneo en un Dixieland match. Emitido 19 de diciembre. Magnus derrotó a Styles en Impact Wrestling, el 5 de diciembre (emitido el 9 de enero) y unificó los títulos.                                                                      |
| 27                                                     | Eric Young        | 10 de abril de 2014      | IMPACT!            | Orlando, Florida                 | 1            | 70           | [ 27 ] |
| 28                                                     | Lashley           | 19 de junio de 2014      | IMPACT!            | Bethlehem, Pensilvania           | 1            | 91           | [ 28 ] |
| 29                                                     | Bobby Roode       | 18 de septiembre de 2014 | IMPACT!            | Bethlehem, Pensilvania           | 2            | 111          | Emitido el 29 de octubre. |
| 30                                                     | Lashley           | 7 de enero de 2015       | IMPACT!            | Nueva York, Nueva York           | 2            | 24           | [ 30 ] |
| 31                                                     | Kurt Angle        | 31 de enero de 2015      | IMPACT!            | Londres, Inglaterra              | 6            | 145          | Eemitido el 20 de marzo. |
| 32                                                     | Ethan Carter III  | 25 de junio de 2015      | IMPACT!            | Orlando, Florida                 | 1            | 101          | Emitido el 1 de julio. |
| 33                                                     | Matt Hardy        | 4 de octubre de 2015     | Bound for Glory    | Concord, Carolina del Norte      | 1            | 2            | Derrotó a Ethan Carter III y Drew Galloway, con Jeff Hardy como árbitro especial. |
| —                                                      | Vacante           | 6 de octubre de 2015     | —                  | —                                | —            | —            | Debido a una demanda emitida por Ethan Carter III a Matt Hardy. |
| 34                                                     | Ethan Carter III  | 5 de enero de 2016       | IMPACT!            | Bethlehem,Pensilvania            | 2            | 3            | Derrotó a Matt Hardy en la final de un torneo. |
| 35                                                     | Matt Hardy        | 8 de enero de 2016       | IMPACT!            | Bethlehem, Pensilvania           | 2            | 67           | Si Matt Hardy perdía el combate, debería abandonar la TNA. |
| 36                                                     | Drew Galloway     | 15 de marzo de 2016      | IMPACT!            | Orlando, Florida                 | 1            | 89           | [ 36 ] |
| 37                                                     | Lashley           | 12 de junio de 2016      | Slammiversary      | Orlando, Florida                 | 3            | 113          | Fue un No Pinfall match. |
| 38                                                     | Eddie Edwards     | 3 de octubre de 2016     | IMPACT!            | Orlando, Florida                 | 1            | 97           | Emitido el 6 de octubre. |
| Campeonato Mundial Peso Pesado de Impact               |                   |                          |                    |                                  |              |              | |
| 39                                                     | Lashley           | 8 de enero de 2017       | IMPACT!            | Orlando, Florida                 | 4            | 175          | Fue un Iron Man match. Emitido el 26 de enero. Impact Wrestling no reconoce los cambios tras el controvertido final de una lucha contra Alberto El Patrón, y considera su reinado uno continuo. El 2 de marzo, el título se renombró como Impact World Heavyweight Championship. |
| —                                                      | Alberto El Patrón | 2 de marzo de 2017       | IMPACT!            | Orlando, Florida                 | —            | †            | Emitido el 9 de marzo. |
| —                                                      | Vacante           | 3 de marzo de 2017       | IMPACT!            | Orlando, Florida                 | —            | †            | Debido al final controversial de la lucha entre El Patrón y Lashley. |
| —                                                      | Lashley           | 3 de marzo de 2017       | IMPACT!            | Orlando, Florida                 | —            | †            | Se le fue otorgado debido al final controversial de su lucha contra Alberto El Patrón. |
| Campeonato Mundial Unificado Peso Pesado de GFW        |                   |                          |                    |                                  |              |              | |
| 40                                                     | Alberto El Patrón | 2 de julio de 2017       | Slammiversary XV   | Orlando, Florida                 | 1            | 43           | Derrotó a Lashley en un Unification match donde el Campeonato Global de GFW también estuvo en juego. Durante su reinado, el título se renombró como Unified GFW World Heavyweight Championship.                                                                                  |
| —                                                      | Vacante           | 14 de agosto de 2017     | —                  | —                                | —            | —            | Debido a una suspensión indefinida a Alberto. |
| Campeonato Global de GFW / Campeonato Global de Impact |                   |                          |                    |                                  |              |              | |
| 41                                                     | Eli Drake         | 17 de agosto de 2017     | IMPACT!            | Orlando, Florida                 | 1            | 146          | Emitido el 24 de agosto de 2017. Durante su reinado, el título fue renombrado como GFW Global Championship, después cambia a Impact Global Championship y finalmente a principios de enero de 2018 cambia de nombre a Impact World Championship.                                 |
| Campeonato Mundial de Impact                           |                   |                          |                    |                                  |              |              | |
| 42                                                     | Austin Aries      | 10 de enero de 2018      | IMPACT!            | Orlando, Florida                 | 2            | 102          | Durante su reinado, ganó el Gran Campeonato de Impact. |
| 43                                                     | Pentagón Jr.      | 22 de abril de 2018      | Redemption         | Orlando, Florida                 | 1            | 2            | Derrotó a Austin Aries y Rey Fenix. |
| 44                                                     | Austin Aries      | 24 de abril de 2018      | IMPACT!            | Orlando, Florida                 | 3            | 173          | Emitido el 31 de mayo. El 4 de junio unificó el título con el Gran Campeonato de Impact. |
| 45                                                     | Johnny Impact     | 14 de octubre de 2018    | Bound for Glory    | Nueva York, Nueva York           | 1            | 196          | [ 46 ] |
| 46                                                     | Brian Cage        | 28 de abril de 2019      | Rebellion          | Toronto, Ontario                 | 1            | 180          | [ 47 ] |
| 47                                                     | Sami Callihan     | 25 de octubre de 2019    | IMPACT!            | Windsor, Ontario                 | 1            | 79           | Fue un Steel Cage Match. Emitido el 29 de octubre. |
| 48                                                     | Tessa Blanchard   | 12 de enero de 2020      | Hard to Kill       | Dallas, Texas                    | 1            | 165          | Primera mujer en ganar el título y primera en ganar un título masculino en la empresa. |
| —                                                      | Vacante           | 25 de junio de 2020      | —                  | —                                | —            | —            | Debido a que Blanchard se perdió varias grabaciones debido a restricciones de viaje relacionadas con la pandemia de COVID-19, la empresa rescindió su contrato y le quitaron el título.                                                                                          |
| 49                                                     | Eddie Edwards     | 18 de julio de 2020      | Slammiversary      | Nashville, Tennessee             | 2            | 28           | Derrotó a Ace Austin, Eric Young, Rich Swann y Trey en un Elimination Match por el campeonato vacante. |
| 50                                                     | Eric Young        | 15 de agosto de 2020     | IMPACT!            | Nashville, Tennessee             | 2            | 70           | Emitido el 1 de septiembre. |
| 51                                                     | Rich Swann        | 24 de octubre de 2020    | Bound for Glory    | Nashville, Tennessee             | 1            | 183          | El 13 de marzo de 2021, Swann derrotó a Moose unificando el campeonato con el Campeonato Mundial Peso Pesado de TNA. |
| 52                                                     | Kenny Omega       | 25 de abril de 2021      | Rebellion          | Nashville, Tennessee             | 1            | 110          | Fue un Winner Takes All Match, donde el Campeonato Mundial de AEW de Omega también estuvo en juego. |
| 53                                                     | Christian Cage    | 13 de agosto de 2021     | Rampage            | Pittsburgh, Pensilvania          | 1            | 71           | Fue la primera vez que el campeonato se defendió en un programa de AEW. |
| 54                                                     | Josh Alexander    | 23 de octubre de 2021    | Bound for Glory    | Sunrise Manor, Nevada            | 1            | 0            | Es el reinado más corto de la historia del título. |
| 55                                                     | Moose             | 23 de octubre de 2021    | Bound for Glory    | Sunrise Manor, Nevada            | 1            | 182          | Usó su oportunidad del Call Your Shot Gauntlet. |
| 56                                                     | Josh Alexander    | 23 de abril de 2022      | Rebellion          | Poughkeepsie, Nueva York         | 2            | 335          | Es el reinado más largo de la historia del título. |
| —                                                      | Vacante           | 24 de marzo de 2023      | Impact!            | Windsor, Ontario                 | —            | —            | Debido a una lesión en los tríceps de Alexander. Emitido el 6 de abril. |
| 57                                                     | Steve Maclin      | 16 de abril de 2023      | Rebellion          | Toronto, Ontario                 | 1            | 54           | Derrotó a Kushida por el vacante campeonato. |
| Campeonato Mundial de TNA                              |                   |                          |                    |                                  |              |              | |
| 58                                                     | Alex Shelley      | 9 de junio de 2023       | Against All Odds   | Columbus, Ohio                   | 1            | 218          | Durante su reinado el título se renombró como TNA World Championship y se cambió el diseño. |
| 59                                                     | Moose             | 13 de enero de 2024      | Hard to Kill       | Las Vegas, Nevada                | 2            | 189          | [ 60 ] |
| 60                                                     | Nic Nemeth        | 20 de julio de 2024      | Slammiversary      | Montreal, Quebec                 | 1            | 183          | Derrotó a Frankie Kazarian, Joe Hendry, Josh Alexander, Moose y Steve Maclin en un Elimination Match. |
| 61                                                     | Joe Hendry        | 19 de enero de 2025      | Genesis            | Garland, Texas                   | 1            | 126          | [ 62 ] |
| 62                                                     | Trick Williams    | 25 de mayo de 2025       | NXT Battleground   | Tampa, Florida                   | 1            | 86+          | Esta fue la primera vez que este título fue puesto en juego en un Premium Live Event de WWE, y la primera vez que un luchador de la WWE gana un título mundial con otra empresa.                                                                                                 |

### Total de días con el título

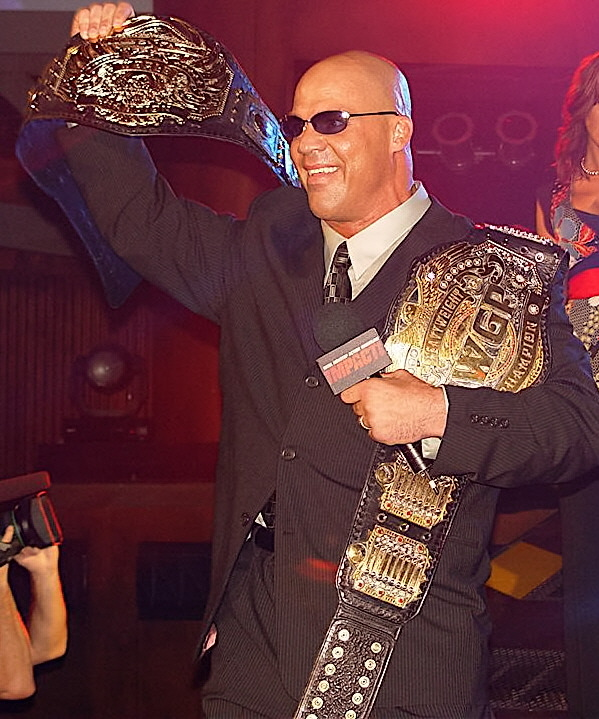
Kurt Angle es el luchador que más reinados tiene, con 6 reinados, además de poseer el reinado acumulativo más largo, con 608 días.

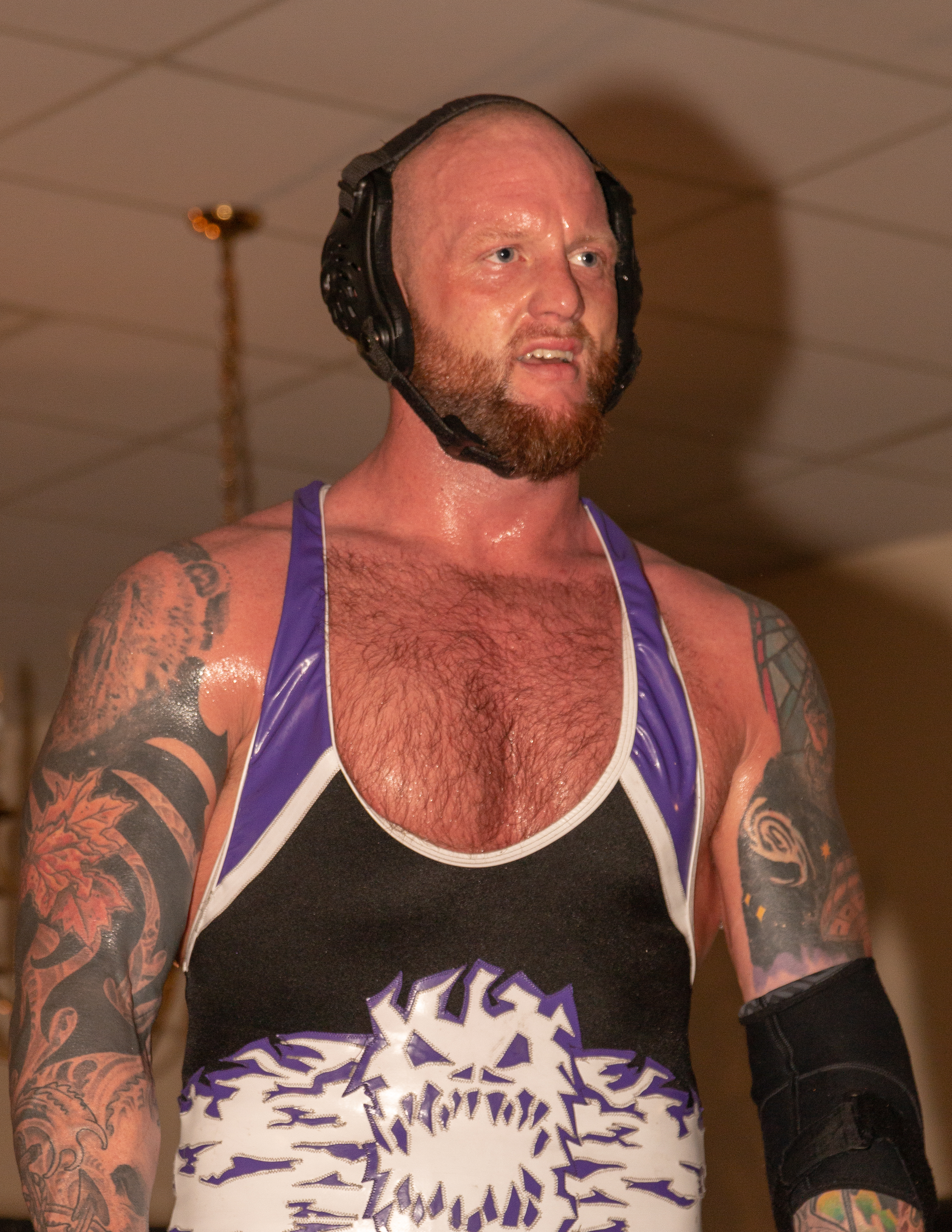
Josh Alexander posee el reinado más largo de la historia, y el sexto luchador con el reinado acumulado más largo.

La siguiente lista muestra el total de días que un luchador ha poseído el campeonato si se suman todos los reinados que posee. Actualizado a la fecha del 19 de agosto de 2025.
| + | Indica al campeón actual |

| N.º | Luchador          | Reinados | Total de días |
| --- | ----------------- | -------- | ------------- |
| 1   | Kurt Angle        | 6        | 608           |
| 2   | Lashley           | 4        | 403           |
| 3   | Austin Aries      | 3        | 373           |
| 4   | Moose             | 2        | 371           |
| 5   | Bobby Roode       | 2        | 367           |
| 6   | Josh Alexander    | 2        | 335           |
| 7   | Sting             | 4        | 326           |
| 8   | Jeff Hardy        | 3        | 249           |
| 9   | A.J. Styles       | 2        | 220           |
| 10  | Alex Shelley      | 1        | 218           |
| 11  | Bully Ray         | 2        | 196           |
| 11  | Johnny Impact     | 1        | 196           |
| 13  | Nic Nemeth        | 1        | 183           |
| 13  | Rich Swann        | 1        | 183           |
| 15  | Samoa Joe         | 1        | 182           |
| 16  | Brian Cage        | 1        | 180           |
| 17  | Tessa Blanchard   | 1        | 165           |
| 18  | Eli Drake         | 1        | 146           |
| 19  | Eric Young        | 2        | 140           |
| 20  | Magnus            | 1        | 128           |
| 21  | Joe Hendry        | 1        | 126           |
| 22  | Eddie Edwards     | 2        | 125           |
| 23  | Rob Van Dam       | 1        | 113           |
| 24  | Kenny Omega       | 1        | 110           |
| 25  | Ethan Carter III  | 2        | 104           |
| 26  | Drew Galloway     | 1        | 89            |
| 27  | Trick Williams    | 1        | 86+           |
| 28  | Sami Callihan     | 1        | 79            |
| 29  | Christian Cage    | 1        | 71            |
| 30  | Matt Hardy        | 2        | 69            |
| 31  | Mr. Anderson      | 2        | 64            |
| 32  | Mick Foley        | 1        | 63            |
| 33  | Steve Maclin      | 1        | 54            |
| 34  | Alberto El Patrón | 1        | 43            |
| 35  | Chris Sabin       | 1        | 28            |
| 36  | James Storm       | 1        | 8             |
| 37  | Pentagón Jr.      | 1        | 2             |

### Mayor cantidad de reinados
| Reinados | Luchador (es) |
| -------- | --- |
| 6 veces  | Kurt Angle |
| 4 veces  | Sting, Lashley |
| 3 veces  | Jeff Hardy, Austin Aries |
| 2 veces  | Mr. Anderson, Bully Ray, A.J. Styles, Bobby Roode, Ethan Carter III, Matt Hardy, Eddie Edwards, Eric Young, Josh Alexander, Moose |